# Navarro-aragonês

O navarro-aragonês foi um romance neolatino desenvolvido em terras que correspondem atualmente às comunidades autônomas espanholas de Aragão, Navarra e Rioja. Assim, diversos rasgos desta variedade linguística surgem atualmente nos dialetos castelhanos falados nessas comunidades. O termo é utilizado em referência ao período medieval, abarcando os romances navarro e aragonês, bem como o riojano pré-castelhano. O romance aragonês mantém-se vivo ainda hoje nas zonas setentrionais de Aragão, com o nome de aragonês ou através de localismos.